# Brodiaea appendiculata
Brodiaea appendiculata är en sparrisväxtart som beskrevs av Robert Francis Hoover. Brodiaea appendiculata ingår i släktet Brodiaea och familjen sparrisväxter. Inga underarter finns listade i Catalogue of Life.

## Bildgalleri

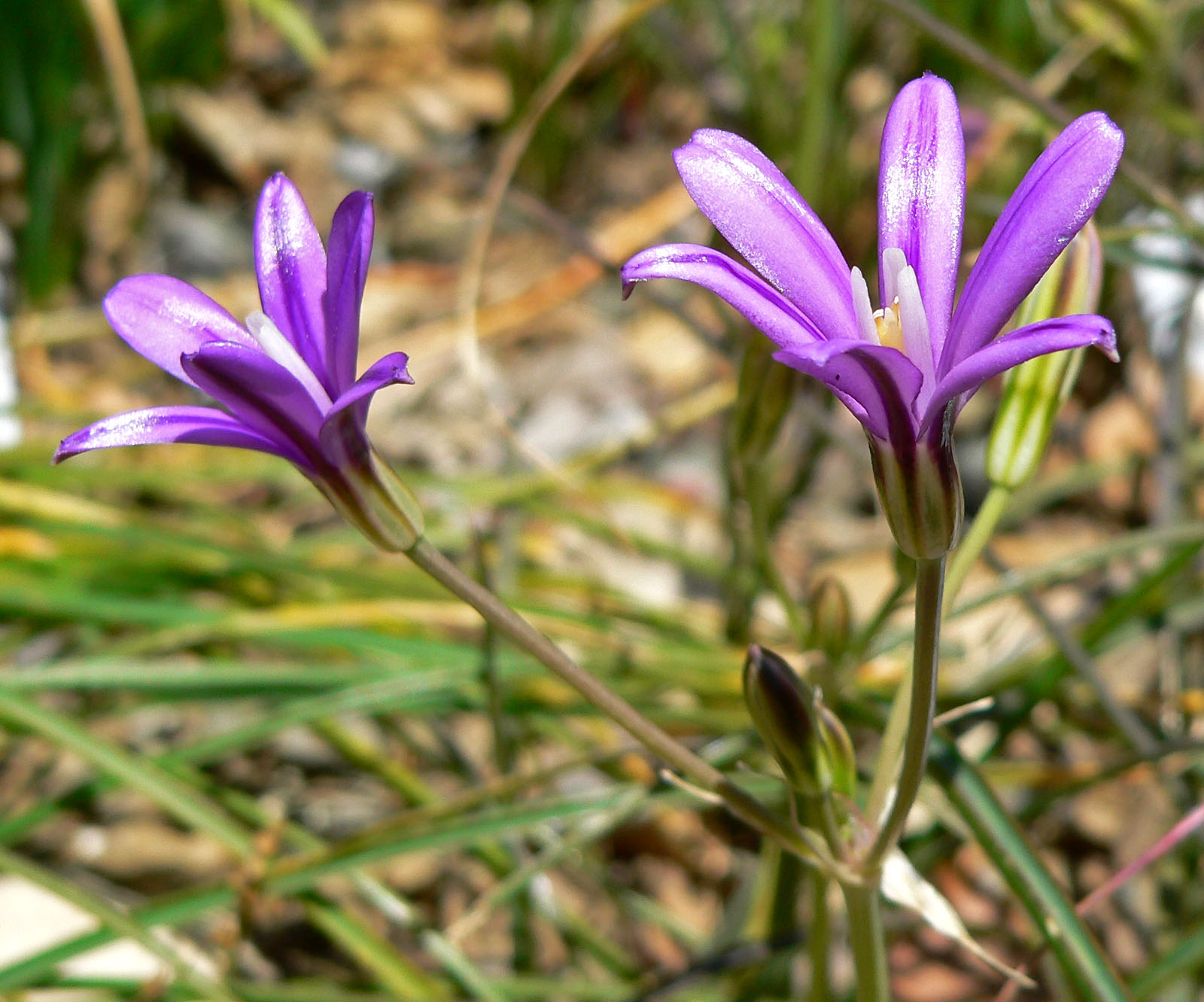
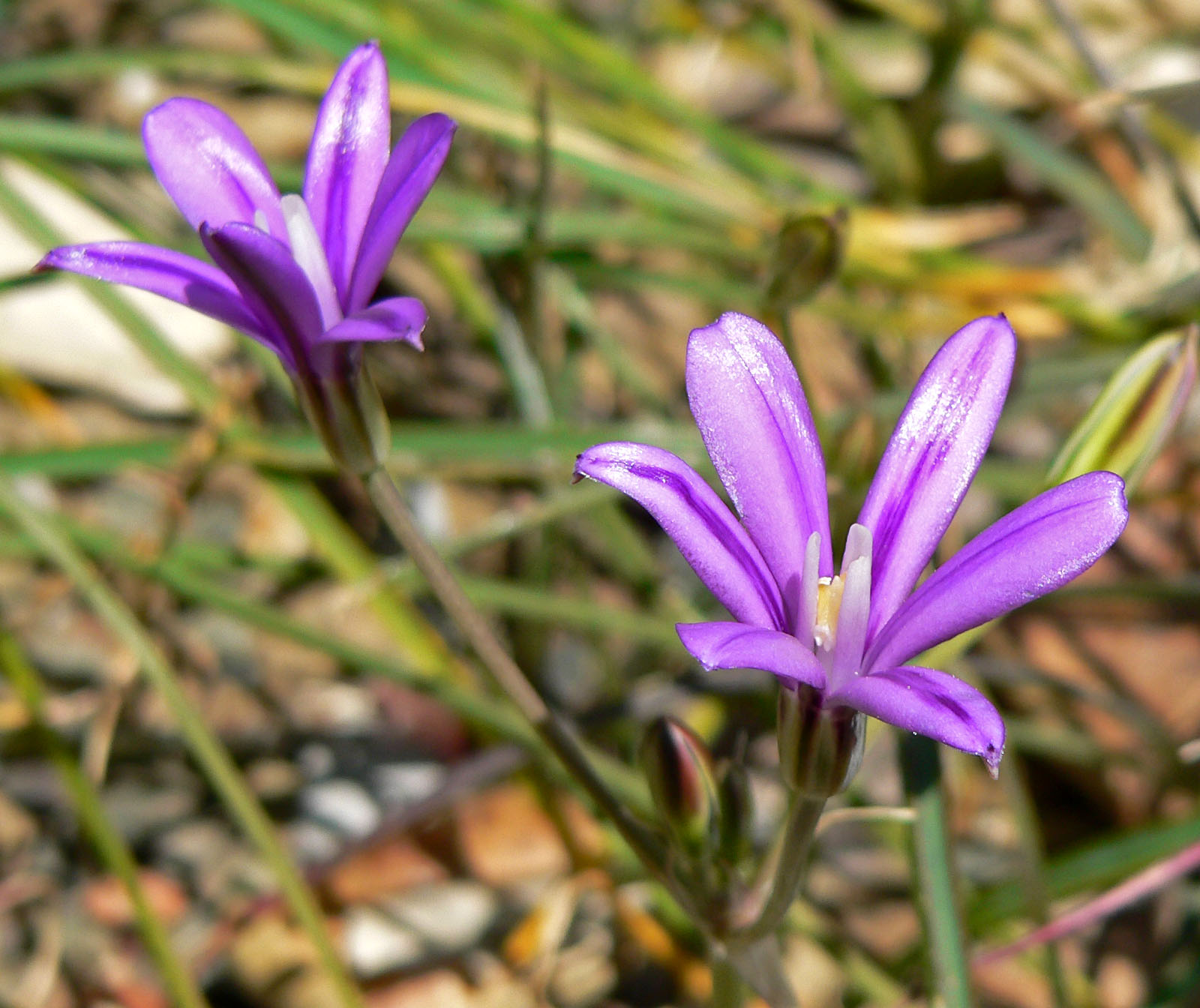
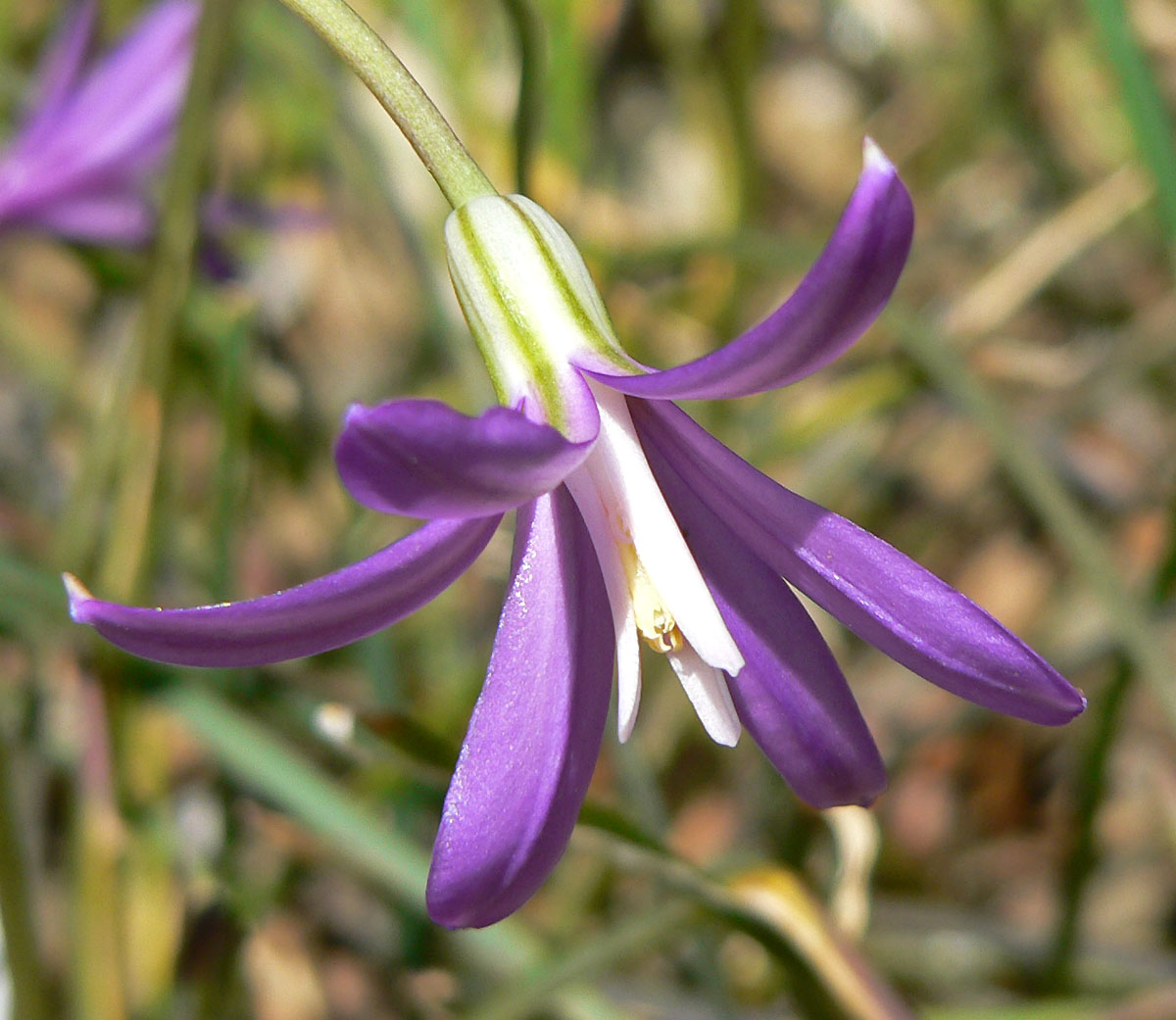